# Mahéru
Mahéru település Franciaországban, Orne megyében. Lakosainak száma 275 fő (2022. január 1.). Mahéru Fay, La Ferrière-au-Doyen, Moulins-la-Marche, Saint-Agnan-sur-Sarthe, Saint-Aubin-de-Courteraie és Sainte-Gauburge-Sainte-Colombe községekkel határos.

## Népesség
A település népességének változása:
| Lakosok száma | 255  | 259  | 274  | 266  | 268  | 269  | 269  | 272  | 275  |
|               | 2013 | 2015 | 2016 | 2017 | 2018 | 2019 | 2020 | 2021 | 2022 |